# أياكا إيمامورا
أياكا إيمامورا (باليابانية: 今村彩夏؛ بالكانا: いまむら あやか) هي مؤدية صوت يابانية، ولدت في 5 أغسطس 1993 في أوساكا في اليابان.

## أدوارها في الأنمي
- أريا الرصاصة القرمزية AA - هينا فوما
- الجثة المدفونة تحت قدمي ساكوراكو-سان - يوريكو كوغامي

## وصلات خارجية
- أياكا إيمامورا على موقع ميوزك برينز (الإنجليزية)
- أياكا إيمامورا على موقع ANN person (الإنجليزية)